# Сборная Мальты по нетболу
Сборная Мальты по нетболу представляет Мальту на международных соревнованиях по нетболу. Управляющим органом является Ассоциация нетбола Мальты (англ. Malta Netball Association, Netball Malta).
По состоянию на 25 июля 2024, сборная Мальты по нетболу занимает 44-е место в мировом рейтинге сборных по нетболу.

## Результаты выступлений

### Чемпионаты мира
| Год        | Место          | Игры           | Победы         | Ничьи          | Поражения      |
| ---------- | -------------- | -------------- | -------------- | -------------- | -------------- |
| 1963—1991  | не участвовали | не участвовали | не участвовали | не участвовали | не участвовали |
| 1995       | 27             | 9              | 0              | 0              | 9              |
| 1999—н. в. | не участвовали | не участвовали | не участвовали | не участвовали | не участвовали |